# Крайній Микола Степанович
Микола Степанович Крайній (28 березня 1903, місто Єлисаветград, тепер Кропивницький — ?) — молдавський радянський діяч, 1-й секретар Кишинівського повітового комітету КП(б) Молдавії, міністр лісової (паперової і деревообробної) промисловості Молдавської РСР. Член ЦК КП(б) Молдавії в 1941—1951 роках. Депутат Верховної Ради Молдавської РСР 1-го скликання.

## Біографія
Народився в родині робітника. З 1914 до 1922 року працював чорноробом.
У 1922 році закінчив радпартшколу в місті Єлисаветграді.
У 1922—1926 роках — секретар осередку КСМ (комсомолу) України; голова Устинівського районного комітету Спілки радянських торгових службовців.
Член ВКП(б) з 1926 року.
З 1926 до 1928 року служив у Червоній армії. 
У 1928—1930 роках — слухач Криворізької окружної партійної школи.
У 1930—1932 роках — завідувач школи фабрично-заводського навчання; завідувач агітаційно-пропагандистського відділу районного комітету КП(б)У.
У 1932—1935 роках — редактор низки районних газет в Українській СРР.
У 1935—1936 роках — слухач курсів марксизму-ленінізму при ЦК КП(б)У.
У 1936—1940 роках — інструктор обласного комітету КП(б)У; 1-й секретар районного комітету КП(б)У.
4 липня 1940 року призначений 2-м секретарем Кишинівського повітового комітету КП(б) України. 
У 1940—1941 роках — 1-й секретар Кишинівського повітового комітету КП(б) Молдавії.
З серпня 1941 до 1944 року — на політичній роботі в Червоній армії: військовий комісар у Харківському військовому окрузі; військовий комісар у Сибірському військовому окрузі; відповідальний секретар партійної комісії окружної школи снайперів Сибірського військового округу.
У 1944—1947 роках — 1-й секретар Кишинівського повітового комітету КП(б) Молдавії.
У 1947—1948 роках — заступник голови правління Молдавської республіканської Спілки споживчої кооперації.
23 квітня 1948 — 1 листопада 1950 року — міністр лісової (з 1949 року — паперової і деревообробної) промисловості Молдавської РСР.
З 1953 року — начальник Управління Головлісбуду Молдавської РСР.
Подальша доля невідома.

## Звання
- старший лейтенант

## Нагороди
- орден Вітчизняної війни І ст. (1.02.1945)
- медаль «За перемогу над Німеччиною у Великій Вітчизняній війні 1941—1945 рр.» (1945)